# Vteřiny před vraždou
Vteřiny před vraždou (v německém originále Countdown - Die Jagd beginnt) je německý krimiseriál, který vyrobila agentura Filmpool a odvysílala soukromá televizní stanice RTL. Mezi lety 2009 až 2011 byly natočeny tři řady o celkovém počtu 24 epizod. Kvůli klesajícím hodnotám sledovanosti se seriál přestal vysílat a natáčet. V Česku seriál vysílá televize Prima.

## O seriálu
Seriál pojednává o speciální jednotce LKA. Vteřiny před vraždou jsou tedy hranice mezi dobrem a zlem.
Úkoly pro celý tým nejsou moc lehké, protože zločinci a vrazi či sebevrazi jsou nebezpeční. Seriál obsahuje často scény honiček a přestřelek.

## Hlavní role

### KHK Jan Brenner
Vrchní komisař Jan Brenner je mladý tvrdohlavý policista, a nikdy mu nevydrží jeho vztah. Je zamilovaný do své parťačky Leo. Mezi Janem a Leo to jiskří od samého začátku.

### KHK Leonie Bongartz
Vrchní komisařka Leonie Bongartz vystudovala psychologii a policejní školu. Často musí chránit svého parťáka Jana, aby neudělal nějakou hloupost. Přes všechny komplikace a napětí mezí ní a jejím parťákem Janem Brennerem si vždycky rozumí, pomůžou a věří si. V posledním díle byla postřelena do ramene, těsně vedle srdce a Brenner myslel, že zemřela. Leonie ale přežila, když jí zachránila kolegyně Eva Mayerhofer. Bylo naznačeno že je Leo těhotná, a že ji Jan chtěl nebo i požádal o ruku.

### Další hlavní role
- Sebastian Ströbel jako Vrchní komisař Jan Brenner
- Chiara Schoras jako Vrchní komisařka Leonie Bongartz
- Oliver Stritzel jako Kriminální šéf Dr. Joachim Ritter
- Andreas Windhuis jako Vrchní detektiv Klaus Frings
- Anne Diemer jako Kriminální komisařka Eva Mayerhofer
- Philipp Baltus jako detektiv Mario Falck (1. série)

## Seznam dílů

### První řada (2009)
| No. v seriálu | No. v sérii | Premiéra Německá | Premiéra Česká | Německý název     | Česká název         | Scénář                                              | Režie            | Natočeno |
| ------------- | ----------- | ---------------- | -------------- | ----------------- | ------------------- | --------------------------------------------------- | ---------------- | -------- |
| 001           | 01          | 2010/01/14       | 2011/06/22     | Die Zeugin        | Nepohodlná svědkyně | Hagen Moscherosch                                   | Christian Theede | 2009     |
| 002           | 02          | 2010/01/21       | 2011/07/13     | Sniper            | Ostřelovač          | Hagen Moscherosch                                   | Heinz Dietz      | 2009     |
| 003           | 03          | 2010/01/28       | 2011/07/06     | Klassentreffen    | Studentská láska    | Hagen Moscherosch                                   | Heinz Dietz      | 2009     |
| 004           | 04          | 2010/02/04       | 2011/06/29     | Der Bäcker war es | Vrahem je pekař     | Hagen Moscherosch                                   | Heinz Dietz      | 2009     |
| 005           | 05          | 2010/02/11       | 2011/08/10     | Lili              | Školačka            | Hagen Moscherosch,Mark & Ben Gerwinat Bernschneider | Christian Theede | 2009     |
| 006           | 06          | 2010/02/18       | 2011/08/03     | Ein Todesfall     | Smrtelný pád        | Hagen Moscherosch,Stephan Brüggenthies              | Christian Theede | 2009     |
| 007           | 07          | 2010/02/25       | 2011/07/27     | Blutsbande        | Krevní pouto        | Hagen Moscherosch,Holger Karsten Schmidt            | Züli Aladag      | 2009     |
| 008           | 08          | 2010/03/04       | 2011/07/20     | Der Feuerteufel   | Smrt v plamenech    | Hagen Moscherosch                                   | Züli Aladag      | 2009     |

### Druhá řada (2010)
| No. v sériálu | No. v sérii | Premiéra Německá | Premiéra Česká | Německý název         | Česká název           | Scénář                                                         | Režie              | Natočeno |
| ------------- | ----------- | ---------------- | -------------- | --------------------- | --------------------- | -------------------------------------------------------------- | ------------------ | -------- |
| 009           | 01          | 2011/01/13       | 2011/10/28     | Der Bruch             | Milovník zbraní       | Hagen Moscherosch                                              | Christian Theede   | 2010     |
| 010           | 02          | 2011/01/20       | 2011/08/31     | Vergeltung            | Odplata               | Hagen Moscherosch,Sven Frauenhoff & Andreas Brune              | Heinz Dietz        | 2010     |
| 011           | 03          | 2011/01/27       | 2011/08/17     | Singles               | Seznamka              | Hagen Moscherosch                                              | Heinz Dietz        | 2010     |
| 012           | 04          | 2011/02/03       | 2011/11/11     | Alte Freunde          | Staří přátelé         | Hagen Moscherosch, Holger Karsten Schmidt & Alexander Emmerich | Christian Theede   | 2010     |
| 013           | 05          | 2011/02/10       | 2011/11/04     | Wo die Liebe hinfällt | Láska je slepá        | Hagen Moscherosch,Jens Urban                                   | Christian Theede   | 2010     |
| 014           | 06          | 2011/02/17       | 2011/04/24     | Aussage gegen Aussage | Tvrzení proti tvrzení | Hagen Moscherosch                                              | Heinz Dietz        | 2010     |
| 015           | 07          | 2011/02/24       | 2011/11/18     | Entführt              | Velká láska           | Hagen Moscherosch,Christoph Wortbergt                          | Alexander Dierbach | 2010     |
| 016           | 08          | 2011/03/03       | 2011/11/25     | Vom Himmel gefallen   | Spadl z nebe          | Hagen Moscherosch,Jens Urban                                   | Alexander Dierbach | 2010     |

### Třetí řada (2011)
| No. v sériálu | No. v sérii | Premiéra Německá | Premiéra Česká | Německý název   | Česká název     | Scénář                                            | Režie              | Natočeno |
| ------------- | ----------- | ---------------- | -------------- | --------------- | --------------- | ------------------------------------------------- | ------------------ | -------- |
| 017           | 01          | 2012/01/12       | 2013/09/01     | Rache           | Smrt advokáta   | Michel Birbaek                                    | Alexander Dierbach | 2011     |
| 018           | 02          | 2012/01/19       | 2013/09/08     | Nutte Nummer 5  | Sesterská láska | Michel Birbaek                                    | Alexander Dierbach | 2011     |
| 019           | 03          | 2012/01/26       | 2013/09/15     | Suizid          | Staré účty      | Michel Birbaek                                    | Heinz Dietz        | 2011     |
| 020           | 04          | 2012/02/02       | 2013/09/22     | Schulmädchen    | Vražda ve škole | Hagen Moscherosch                                 | Heinz Dietz        | 2011     |
| 021           | 05          | 2012/02/09       | 2013/09/29     | Die Illegalen   | Smrt soudce     | Andreas Brune,Sven Frauenhoff & Hagen Moscherosch | Heinz Dietz        | 2011     |
| 022           | 06          | 2012/02/16       | 2013/10/06     | Der Tag danach  | Den poté        | Hagen Moscherosch,Jens Urban                      | Alexander Dierbach | 2011     |
| 023           | 07          | 2012/02/23       | 2013/10/13     | Die Polizistin  | Policistka      | Hagen Moscherosch                                 | Nico Zingelmann    | 2011     |
| 024           | 08          | 2012/03/02       | 2013/10/20     | Romeo und Julia | Romeo a Julie   | Michel Birbaek,Hagen Moscherosch                  | Nico Zingelmann    | 2011     |